# 伊迪·黑格瑙埃尔
伊迪·黑格瑙埃尔（德語：Idy Hegnauer；1909年9月12日—2006年11月19日）是瑞士護士和和平運動家，曾为國際服務局工作。

## 個人生活
黑格瑙埃尔出生於瑞士的奥布费尔登。她是木匠雅各布·黑貝林和瑪麗的女兒。黑格瑙埃尔是貴格會教徒。她於2006年在阿尔比斯山麓阿福尔特恩逝世。

## 事业
在西班牙内战時，黑格瑙埃尔參與SCI組織，并在瓦倫西亞工作 。第二次世界大战后，黑格瑙埃尔在以色列－巴勒斯坦衝突期間和美国教友会合作。她帮助以色列Tur'an的村民，為他们提供醫療援助。1960年，她在阿尔及利亚战争時，於突尼斯做了關於阿爾及利亞難民的演講。黑格瑙埃尔幫助SCI募集了90萬瑞士法郎。第二次世界大戰後，黑格瑙埃尔還在希臘、印度、奥地利和南斯拉夫工作。從1980年到1984年，她在瑞士阿爾比斯的阿弗爾特恩一家兒童醫院工作。